# کیر (رود)
کیر یک رود در کشور آلبانی است که به رود درین در اشکودر می‌ریزد.
در بالادست این رود درهٔ جوانی قرار دارد که دارای صخره‌های تماشایی است و پل قدیمی مس از روی آن عبور می‌کند.